# Bo Risberg (ingenjör)
Bo Oskar Wilhelm Risberg, född den 21 november 1913 i Skagershults församling, Örebro län, död där den 5 februari 2002, var en svensk ingenjör. Han var son till Werner Risberg.
Risberg avlade examen som bergsingenjör vid Kungliga Tekniska högskolan 1937. Han var ingenjör vid Hellefors bruk 1937–1941, direktörsassistent vid Hasselfors bruk 1941–1950 och verkställande direktör där 1950–1979. Risberg blev riddare av Vasaorden 1963 och kommendör av samma orden 1973. Han vilar i en familjegrav på Skagershults kyrkogård.